# Пигмейска сирена
Пигмейските сирени (Siren intermedia) са вид земноводни от семейство Сиренови (Sirenidae).
Срещат се в южните части на Съединените американски щати и съседни райони на Мексико.
Таксонът е описан за пръв път от американския зоолог Даниъл Хенри Барнс през 1826 година.

## Подвидове
- Siren intermedia intermedia
- Siren intermedia nettingi